# Barbagia Rossa
Barbagia Rossa fou un grup armat d'extrema esquerra que va actuar a Sardenya entre 1978 i 1982. Formada sobre la base d'un confrontament polític amb les Brigades Roges, era compost fonamentalment d'agricultors, pastors, obrers i estudiants. El seu projecte era aplegar totes les instàncies revolucionàries sardes en una única organització que tingués l'objectiu de la lluita armada pel comunisme. Els seus dirigents foren Pietro Coccone, Antonio Cotena, Caterina Spano i Davide Fadda.
El grup intentà crear un fort lligam amb les Brigades Roges, dels quals finalment n'esdevingueren una secció a l'illa per a algunes operacions, com l'intent d'evasió de la presó de seguretat d'Asinara.
El grup va protestar principalment contra la creixent militarització de Sardenya, amb l'augment efectiu del nombre de bases militars al seu territori, provocant nombrosos atemptats contra casernes de l'exèrcit o de la policia. També van cometre dos atemptats mortals: contra Nicolino Zidda, treballador de la colònia penal agrícola de Mamone (província de Nuoro), mort per error, ja que el veritable objectiu era un carabiner veí; i Santo Lanzafame, confident dels carabiners, mort a la carrerera entre Nuoro i Ortobene.